# Gérard Lucotte
Pour les articles homonymes, voir Lucotte.
Gérard Lucotte, né le 27 août 1941, est un généticien français.

## Biographie
Docteur (1972), puis docteur d'État en génétique (1978) et directeur de l'Institut d'anthropologie génétique moléculaire, association qu'il a créée en 2004 dans l'unique but d'étudier les traces d'ADN sur les reliques du Christ. Spécialiste des marqueurs génétiques, il revendique être à l’origine de la découverte des variants ADN du chromosome Y et de leur utilisation en anthropologie moléculaire,. Il est également auteur de plusieurs essais.

## Travaux médiatiques

### ADN du Christ
En 2005, alors que Gérard Lucotte étudie la tunique d'Argenteuil depuis une vingtaine d'années, il affirme avoir « retrouvé l'ADN du Christ ». Il prétend avoir pu analyser d'après la tunique le sang, l'ADN et les cheveux du Christ, et reconstituer le portrait d'un homme d'origine moyen-orientale, à la peau blanche, opiomane[source insuffisante] et porteur de poux pubiens.

### Lignée paternelle de lafamille Bonaparte
Selon une analyse génétique de Gérard Lucotte en 2011, l'haplogroupe du chromosome Y (ADN-Y) de Napoléon Bonaparte est E1b1b1c (E-M34). Cet haplogroupe, rare en Europe, est surtout présent en Éthiopie et au Moyen-Orient où il est apparu il y a près de 7 000 ans,,.

### Parenté entre Louis XVI et Naundorff
En 2012, il fait des prélèvements sur Hugues de Bourbon, fils de Charles de Bourbon-Naundorff et lointain descendant de Karl-Wilhelm Naundorff. L'analyse - faite conjointement avec l'historien Bruno Roy-Henry - du chromosome Y du descendant Naundorff est alors comparée avec l'haplotype des Bourbons grâce à « un profil du chromosome Y » de la maison royale établi en octobre 2014 par le Pr Cassiman.
Selon Gérard Lucotte : « On retrouve chez Karl-Wilhelm Naundorff l'essentiel des marqueurs du chromosome Y des Bourbons, il fait partie de la famille ». Plusieurs scientifiques remettent en cause la qualité et l'authenticité des prélèvements d'os sur Naundorff, lors de ces tests anciens, car le cercueil avait été ouvert en 1950 lors de la restauration du tombeau.

## Controverse
Gérard Lucotte est tenu à l'écart par la communauté scientifique, notamment parce qu'il croit à l'origine génétique des races humaines. En décembre 1996, il fut notamment l'orateur du Club de l'horloge lors d'un colloque intitulé « De l'existence des races humaines et de leur base héréditaire ».
Au-delà de ces prises de position, c'est la valeur scientifique des travaux de recherche de Gérard Lucotte qui est mise en cause.

## Ouvrages
- Techniques de clonage moléculaire
- Eve était noire
- Pratique de l'utilisation des sondes nucléiques et de l'hybridation moléculaire
- Sanguis Christi « J'ai vu le sang du Christ », éditions Trédaniel, 2007  (ISBN 9782844457301)
- Le linceul de Turin et la tunique d'Argenteuil : Le point sur l'enquête avec André Marion, 336 pages, Presses de la Renaissance, mars 2006 -  (ISBN 2750902045)
- (en) Avec Thierry Thomasset et Peter Hrechdakian, Haplogroup of the Y Chromosome of Napoléon the First, 2011.
- Avec Philippe Bornet (préf. Jean Tulard), Qui a tué Napoléon ? 10 enquêtes scientifiques au secours de l’histoire, Paris, Max Milo éd., 2024, 200 p.  (ISBN 978-2315021666).